# برو إفولوشن سوكر 2019

صورة من النسخة التجريبية للعبة

برو إفولوشن سوكر 2019 (بالإنجليزية: Pro Evolution Soccer 2019)‏، ويطلق في اليابان اسم ويننغ إليڤن 2019)، هي لعبة فيديو التي أنتجها وطورها شركة كونامي الياباني
ة، وتعمل على منصات إكس بوكس ون، مايكروسوفت ويندوز وبلاي ستيشن 4، تم اصدارها في شهر أغسطس سنة 2018.

## الإضافات
تم إضافة 7 دوريات عالمية جديدة في السلسلة مثل الدوري البلجيكي والأرجنتيني والدنماركي والروسي والسويسري والأسكتلندي والبرتغالي، ولكن من المؤسف عدم إضافة اللغة العربية لمنصة مايكروسوفت ويندوز في هذه السلسلة.

### تراخيص

#### الأندية
- برشلونة, ,
- Ijkmjjjimi
- فالنسيا
- G mm r
- ليفربول
- شالكه 04

#### المنتخبات الوطنية
- الأرجنتين
- بلجيكا
- البرازيل
- كولومبياهعتتتت
- إنجلترا
- فرنسا
- ألمانيا
- إيطاليا
- اليابان
- جمهورية كوريا
- السويد

### دوريات غير مرخصة
- الدوري الإنجليزي ودوري البطولة الإنجليزية
- سيريا أي وسيريا ب
- الليغا والليغا ب

### الدوريات المرخصة
فمنذ أن خسرت كونامي حقوق دوري أبطال أوروبا، تم إضافة عدد كبير من الدوريات الأوروبية والأمريكية الجنوبية وهي:
- دوري الدرجة الأولى الأرجنتيني
- الدوري البرازيلي الدرجة الأولى
- الدوري التشيلي لكرة القدم
- الدوري البلجيكي الممتاز
- دوري السوبر الدنماركي
- الدوري الفرنسي الدرجة الأولى والدوري الفرنسي الدرجة الثانية
- الدوري الهولندي الممتاز
- الدوري البرتغالي الممتاز
- الدوري الروسي الممتاز
- دوري اسكتلندا الممتاز
- دوري السوبر السويسري

## وصلات خارجية
- الموقع الرسمي (بالإنجليزية)
- قناة Pro Evolution Soccer  على يوتيوب
- PES League